# Gunnar Mårtenson
Gunnar Gustaf Mårtenson, född 10 augusti 1907 i Borgå landskommun, död 21 april 1975 i Helsingfors, var en finländsk författare och journalist.
Mårtenson blev filosofie magister 1932. Han arbetade 1927–1936 vid olika tidningar; han anställdes 1936 vid Finska Notisbyrån och var 1952–1972 chef för dess svenska avdelning. Hans debut som författare skedde 1942 med Fru Astenii värdshus, som följdes av flera andra skildringar av människor och episoder i det gamla Borgå, bland annat Främlingens syn (1945), Gamla gårdar i Borgå (1946), Åhmanska mordet (1952), Fader Runeberg (1953), Lectoren Runeberg (1962) och I Borgå och Helsingfors (1969).
Mårtenson utgav vidare kulturhistoriska essäsamlingar, till exempel Skimmer och skuggspel (1957) och En själ att dansa med (1973), kåserisamlingar med mera, samt en rad böcker om äldre finländskt konsthantverk. Han var även mångårig kåsör i Hufvudstadsbladet under signaturen Tuus. 